# Здзехова
Здзехова (пол. Zdziechowa) — село в Польщі, у гміні Ґнезно Гнезненського повіту Великопольського воєводства.
Населення — 790 осіб (2011).
У 1975-1998 роках село належало до Познанського воєводства.

## Демографія
Демографічна структура станом на 31 березня 2011 року:
|          | Загалом | Допрацездатний вік | Працездатний вік | Постпрацездатний вік |
| -------- | ------- | ------------------ | ---------------- | -------------------- |
| Чоловіки | 405     | 99                 | 279              | 27                   |
| Жінки    | 385     | 91                 | 221              | 73                   |
| Разом    | 790     | 190                | 500              | 100                  |